# Guozhuang (köping i Kina, Jiangsu)
Guozhuang (kinesiska: 郭庄, 郭庄镇) är en köping i Kina. Den ligger i provinsen Jiangsu, i den östra delen av landet, omkring 36 kilometer sydost om provinshuvudstaden Nanjing. Antalet invånare är 52506. Befolkningen består av 25 882 kvinnor och 26 624 män. Barn under 15 år utgör 9,0 %, vuxna 15-64 år 77 %, och äldre över 65 år 12,0 %.
Genomsnittlig årsnederbörd är 1 331 millimeter. Den regnigaste månaden är juli, med i genomsnitt 251 mm nederbörd, och den torraste är december, med 37 mm nederbörd.